# Paul Götz
| 520 Franziska    | 27 ottobre 1903   |
| 538 Friederike   | 18 luglio 1904    |
| 542 Susanna      | 15 agosto 1904    |
| 543 Charlotte    | 11 settembre 1904 |
| 544 Jetta        | 11 settembre 1904 |
| 545 Messalina    | 3 ottobre 1904    |
| 546 Herodias     | 10 ottobre 1904   |
| 547 Praxedis     | 14 ottobre 1904   |
| 548 Kressida     | 14 ottobre 1904   |
| 554 Peraga       | 8 gennaio 1905    |
| 556 Phyllis      | 8 gennaio 1905    |
| 563 Suleika      | 6 aprile 1905     |
| 564 Dudu         | 9 maggio 1905     |
| 566 Stereoskopia | 28 maggio 1905    |
| 567 Eleutheria   | 28 maggio 1905    |
| 568 Cheruskia    | 26 luglio 1905    |
| 571 Dulcinea     | 4 settembre 1905  |
| 572 Rebekka      | 19 settembre 1905 |
| 576 Emanuela     | 22 settembre 1905 |
| 1418 Fayeta      | 22 settembre 1903 |

Paul Götz (1883 – 1962) è stato un astronomo tedesco del XX secolo di cui si conoscono solo notizie frammentarie.
Laureatosi all'Università di Heidelberg nel 1907 con una dissertazione sulla nebulosa di Andromeda (Untersuchungen über den Andromeda-Nebel), faceva parte del gruppo di allievi di Max Wolf, tra cui Raymond Smith Dugan, Joseph Helffrich, Franz Kaiser, Karl Reinmuth, Emil Ernst, Alfred Bohrmann, che all'epoca si rese protagonista di numerose scoperte di asteroidi.
Il Minor Planet Center gli accredita la scoperta di venti asteroidi, effettuate tra il 1903 e il 1905, di cui due in cooperazione con altri astronomi.
L'asteroide 2278 Götz è così chiamato in suo onore.
Più incerta è invece la sua identificazione con F. W. Paul Götz autore nel 1931 di un influente articolo sui risultati da lui ottenuti, tramite l'utilizzo dell'effetto Umkehr, nella misurazione dello spessore dello strato di ozono grazie alle osservazioni compiute a partire dal 1926 con lo spettrofotometro di Arosa in Svizzera.